# 16 Psyche
16 Psyche (in italiano 16 Psiche) è uno dei più grandi asteroidi della fascia principale, misurando circa 250 km di diametro.  
Fu scoperto il 17 marzo 1852 da Annibale de Gasparis dall'Osservatorio astronomico di Capodimonte a Napoli e fu  battezzato così in onore di Psiche, figura della mitologia greca. Il prefisso "16" significa che si trattava del sedicesimo pianeta minore in ordine di scoperta. 
È il più grande e massiccio degli asteroidi di tipo M, avendo un diametro medio di circa 220 chilometri e contiene circa l'1% della massa della fascia degli asteroidi. Sarà studiato dalla sonda spaziale che prende il suo nome, lanciata nell'ottobre 2023 e che arriverà a destinazione nel 2029.

## Occultazioni
Finora sono state osservate nove occultazioni stellari di Psyche; una di esse è stata registrata in Messico il 22 marzo 2002. 
Le variazioni della luminosità di Psyche hanno indicato un corpo non sferico. Il 29 luglio 2005 alle 09:05 UTC Psyche ha occultato la stella TYC 1255-00468-1 di magnitudine 11,5. L'evento è stato osservato in Uruguay, Argentina e Cile. 
Altre, come l'ultima nel 2019, servirono per stimare le dimensioni dell'asteroide.

## Caratteristiche fisiche

### Dimensioni
La prima stima delle dimensioni di Psiche era di 253 chilometri e proveniva dalle osservazioni nell'infrarosso del satellite IRAS, che risultò maggiore del 15% rispetto al valore medio attualmente accettato. Osservazioni successive di occultazioni di stelle interpolate a modelli recenti indicano una stima del diametro medio di circa 225 km.
La forma è irregolare, Psyche è un ellissoide triassale, le misure più recenti indicano delle dimensioni di 278 × 238 × 171 km.

### Composizione
Psyche ha una massa abbastanza grande da indurre significative perturbazioni gravitazionali misurabili nelle orbite degli altri asteroidi, permettendo quindi di valutare accuratamente i valori di massa e densità. Le prime analisi dello spettro elettromagnetico di Psyche indicavano una composizione praticamente pura di ferro e nichel. Ciò lascia supporre che Psyche e gli altri asteroidi di tipo M provengano dal nucleo metallico di un grande planetesimo differenziato simile a 4 Vesta.
I dati acquisiti negli anni 2010 hanno permesso di stimarne la densità in 3,4–4,1 g/cm³, il che ha portato a rivedere la sua composizione, dove i metalli costituirebbero solo il 30–60%, mentre il resto probabilmente è costituito da silicati poveri di ferro e porosità inferiore al 20%. La massa risulterebbe quindi troppo bassa per un asteroide metallico; ciò avrebbe potuto indicare o un'alta porosità oppure una precedente errata determinazione della sua composizione. La sua relativamente ridotta densità rispetto ad un tipico meteorite ferroso ha suggerito che la metallicità sia prevalentemente superficiale, dovuta ad un passato processo eruttivo di lava metallica.

## Esplorazione
L'asteroide è l'obiettivo della sonda statunitense Psyche, il cui lancio, inizialmente previsto per l'agosto del 2022, è stato effettuato il 13 ottobre 2023. L'arrivo della sonda spaziale nei pressi dell'asteroide è previsto per il 2029: la sonda sarà catturata gravitazionalmente dall'asteroide nel luglio 2029 e comincerà il suo lavoro nel successivo mese di agosto 2029.